# 혁련창
혁련창(赫連昌, ? ~ 434년)은 중국 오호십육국시대의 북하의 제2대 황제(재위：425년 ~ 428년)이다. 혁련발발의 3남으로 자는 환국(還國)이다. 북위에 사로잡힌 이후 작위는 회계공(会稽公), (재위：428년 ~ 430년), 진왕(秦王)이다. (재위：430년 ~ 434년)

## 생애
425년 혁련발발이 죽자 하나라의 세력은 급속히 쇠퇴했다. 혁련발발의 아들이자 2대 대선우가 된 혁련창은 이듬해 2개의 길로 5만 병력을 보내 서진을 공격하여 수도 포한(枹罕)을 함락하고 서평(西平)까지 도달했으나, 북위는 이 기회를 틈타 하나라에 대한 제1차 원정군을 보내 관중 여러 성을 점령했다.
427년, 북위는 제2차 원정군을 파견해 수도 통만성을 함락시켰다. 혁련창은 통만성을 탈출해 안정(安定)을 수도로 삼아 저항을 계속했으나, 각지에서 북위에게 패배해 정권은 와해되었다.
428년, 혁련창은 북위에게 사로잡혔다. 혁련정이 도망에 앞서 평량(平涼)에서 대선우에 즉위하였다.
434년, 혁련창이 마침내 북위에 의해 살해당했다.
| 전 대 혁련발발 | 제2대 하 황제 425년~428년 | 후 대 혁련정 |